# 기후변화연구센터
기후변화연구센터(Forest Center for Climate Change)는 유엔기후변화협약 및 각종 국내외 관련 정책에 대응하기 위한 대한민국 산림(및 녹지)의 탄소 흡수원 유지 및 증진, 해외 흡수원 확충을 목적으로 하는 산림탄소에 관한 전반적인 연구를 위해 설립된 대한민국 산림청 국립산림과학원 소속기관으로 기후변화연구센터장은 고위공무원 나급(2~3급 상당)의 연구직, 일반직공무원 또는 계약직공무원으로 보한다. 서울특별시 동대문구 회기로 57에 위치하고 있다.

## 연혁
- 2008년 9월 26일 기후변화연구센터 개소[4]

## 주요 업무
- 지속가능한 산림경영 및 탄소흡수원 최적화 연구
- 탄소계정시스템 개발 및 산림자원평가 연구
- 산지이용 및 산림기능 평가 연구
- 산림관련 국제논의 대응
- 임산물 유통․수급정보의 분석 및 체계화
- 임업 및 임산업 구조개선
- 북한 및 해외 산림정보의 수집․분석
- 다목적 산림자원조사

## 같이 보기
- 기후변화감시센터